# 11897 Lemaire
11897 Lemaire è un asteroide della fascia principale. Scoperto nel 1991, presenta un'orbita caratterizzata da un semiasse maggiore pari a 2,2671377 UA e da un'eccentricità di 0,1073765, inclinata di 5,17928° rispetto all'eclittica.